# Barranc de Claret dels Cavallers
El Barranc de Claret dels Cavallers és un torrent afluent per la dreta de la Riera de Coaner, al Bages.

## Municipis per on passa
El curs del Barranc de Claret dels Cavallers transcorre íntegrament pel terme municipal de Sant Mateu de Bages.

## Xarxa hidrogràfica
La xarxa hidrogràfica del Barranc de Claret dels Cavallers està constituïda per 5 cursos fluvials que sumen una longitud total de 2.791m.

### Distribució municipal
El conjunt de la seva xarxa hidrogràfica transcorre íntegrament pel terme municipal de Sant Mateu de Bages.

### Territori PEIN
Tota la conca del torrent forma part del PEIN de la Serra de Castelltallat.